# Scooby-Doo (figur)
 For alternative betydninger, se Scooby-Doo (flertydig). (Se også artikler, som begynder med Scooby-Doo)
Scooby-Doo er en amerikansk tegnefilms-figur, der optræder i tegnefilmsserien Scooby-Doo. Han så første gang dagens lys i 1969, da den første serie om Scooby-Doo i tv-serien Scooby-Doo, hvor er du!. Senere er der lavet flere tv-serier og film med ham. I 2002 blev Scooby-Doo filmatiseret , bl.a. med skuespillerne Freddie Prinze Jr, Sarah Michelle Gellar, Matthew Lillard, Linda Cardellini, Rowan Atkinson, Isla Lang Fisher og Miguel A. Núñez Jr.